# Beaumont (Neuseeland)
Beaumont ist eine kleine Siedlung im Clutha District der Region Otago auf der Südinsel von Neuseeland.

## Namensherkunft
Beaumont wurde möglicherweise um 1857 nach dem in den Clutha River/Mata-Au mündenden Beaumont Burn, heute Beaumont River, benannt.

## Geographie
Die Siedlung liegt am Clutha River/Mata-Au, sechs Kilometer südöstlich von Raes Junction zwischen Roxburgh und Balclutha. Beaumont wird durch den New Zealand State Highway 8 mit Milton und Roxburgh verbunden.

## Geschichte
Elf Jahre diente Beaumont als Endpunkt einer Eisenbahnzweiglinie die in Milton von der Main South Line abzweigte und 1914 Beaumont erreichte. Eine Verlängerung bis Millers Flat wurde 1925 eröffnet. Diese Linie wurde schließlich Roxburgh Branch genannt und bis 1968 betrieben. Reste der Bahn wie ein Viehhof und eine Brücke über den Beaumont River sind erhalten.